# Umar Ghalawandżi
Umar Ibrahim Ghalawandżi (ur. 1954 w Tartus) – syryjski polityk, minister administracji lokalnej od 2008, wicepremier. Pełniący obowiązki premiera Syrii od 6 do 11 sierpnia 2012. 

## Życiorys
Urodził się w 1954 w prowincji Tartus. Zdobył dyplom na Wydziale Inżynierii Lądowej Uniwersytetu Tiszrin w 1978.
W 2008 został ministrem administracji lokalnej Syrii. Był wicepremierem, a także w czasach wojny domowej pełnił obowiązki premiera w dniach 6-11 sierpnia 2012, po ucieczce z kraju premiera Rijada Hidżaba, do czasu zaprzysiężenia szefa rządu, Wa’ila al-Halkiego.